# Putyvl (huyện)
Huyện Putyvl (tiếng Ukraina: Путивльський район, chuyển tự: Putyvls’kyi raion) là một huyện của tỉnh Sumy thuộc Ukraina. Huyện Putyvl có diện tích 1103 km², dân số theo điều tra dân số ngày 5 tháng 12 năm 2001 là 34402 người với mật độ 31 người/km2. Trung tâm huyện nằm ở Putyvl.